# 1-butanol
1-butanol (IUPAC-naam: butaan-1-ol) is een primair alcohol met als brutoformule C4H9OH.

## Productie
1-butanol (nu: butaan-1-ol) wordt in de petrochemie geproduceerd in het oxoproces op basis van propeen: dit is de hydroformylering van propeen tot butyraldehyde gevolgd door de hydrogenering daarvan tot 1-butanol.
1-butanol kan ook uit plantaardige biomassa gewonnen worden. "Biobutanol" wordt gevormd in de fermentatie van biomassa door micro-organismen van het genus Clostridium, bijvoorbeeld C. beijerinckii.

## Toepassingen
Toepassingen van 1-butanol zijn onder andere:
- Oplosmiddel in de organische chemie
- Grondstof voor de synthese van esters en ethers (dibutylether, n-butylacetaat, butylacrylaat, butyllactaat, ...)
- Loopvloeistof voor dunnelaagchromatografie
- Toevoeging aan brandstoffen of als biobrandstof
- Grondstof voor parfum